# Güferhorn
Das Güferhorn ist mit 3379 m ü. M. Höhe (in älteren Karten und Führern 3383 m ü. M.) der zweithöchste Berg in den Adula-Alpen. Es gehört zur Adula-Gruppe, deren höchste Spitze das Rheinwaldhorn ist. Diese Gruppe befindet sich zwischen dem Kanton Tessin und dem Kanton Graubünden.  Das Güferhorn ist zusammen mit Zervreilahorn und Furggeltihorn auf der Etikette des Valserwassers abgebildet (siehe Bild in der Infobox).

## Bedeutung
Das Güferhorn ist ein im Winter und Sommer nicht selten begangenes Tourenziel. Ausgangspunkt ist meist die Läntahütte. Die Aufstiege im Sommer sind allerdings durch die Gletscherveränderungen nicht einfacher geworden.

## Name
Güfer ist die Mehrzahl von Gufer (Halde grober Blöcke im Walserdeutsch, das im Valsertal nördlich des Güferhorns gesprochen wird).

## Gletscher
Die Nordflanke des Güferhorns bildet der ausgedehnte Güfergletscher mit einer Länge von ca. 2 Kilometern.

## Nationalpark
Das Güferhorn soll Teil des geplanten Parc Adula werden. Der Gipfel würde am Rand der Kernzone des Parks liegen.

## Erstbesteigung
Die erste dokumentierte Besteigung erfolgte 1806 durch den Disentiser "Bergsteigermönch" Placidus a Spescha über das Canaltal und den Güfergletscher. Diese Route ist heute wegen des Gletscherrückgangs ungebräuchlich.

## Wichtigste Routen
- Läntahütte 2090 m – Läntalücke 2979 m – Westgrat – Gipfel (Normalweg), L, ca. 4h,  zum Aufstieg bis zur Läntalücke die Hinweise in der Läntahütte beachten!
- Läntahütte 2090 m – Güferlücke 2863 m – Güfergletscher – Nordgrat – Gipfel, EB/WS, ca. 4h
- Zapporthütte 2276 m – Clubhüttentälli – Südostflanke – Ostgrat – Gipfel, WS, ca. 3,5h

## Galerie

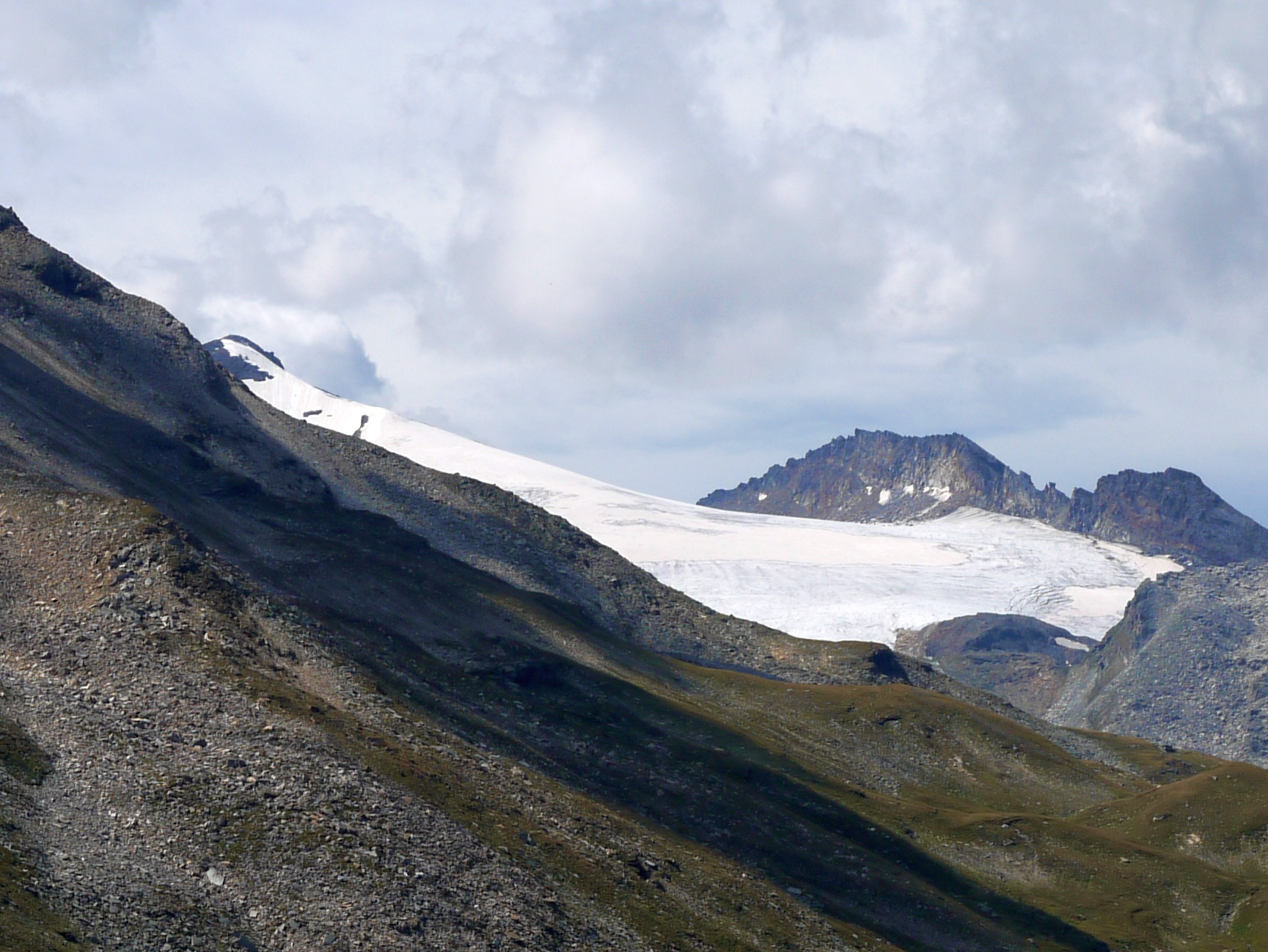
Güfergletscher und Güferhorn (Kuppe am linken Gletscherrand)
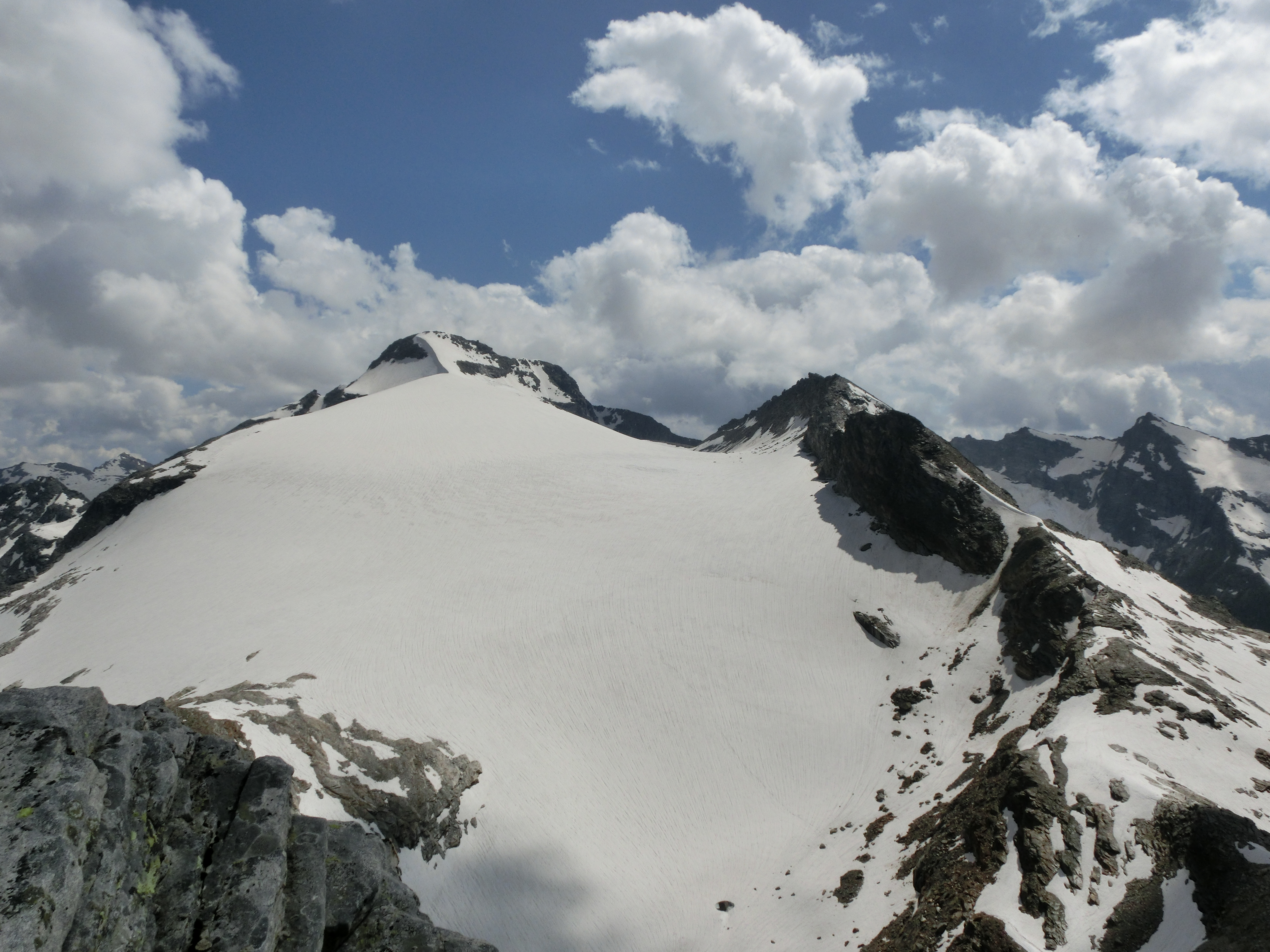
Blick vom Furggeltihorn nach Süden zum Güferhorn und Läntahorn.
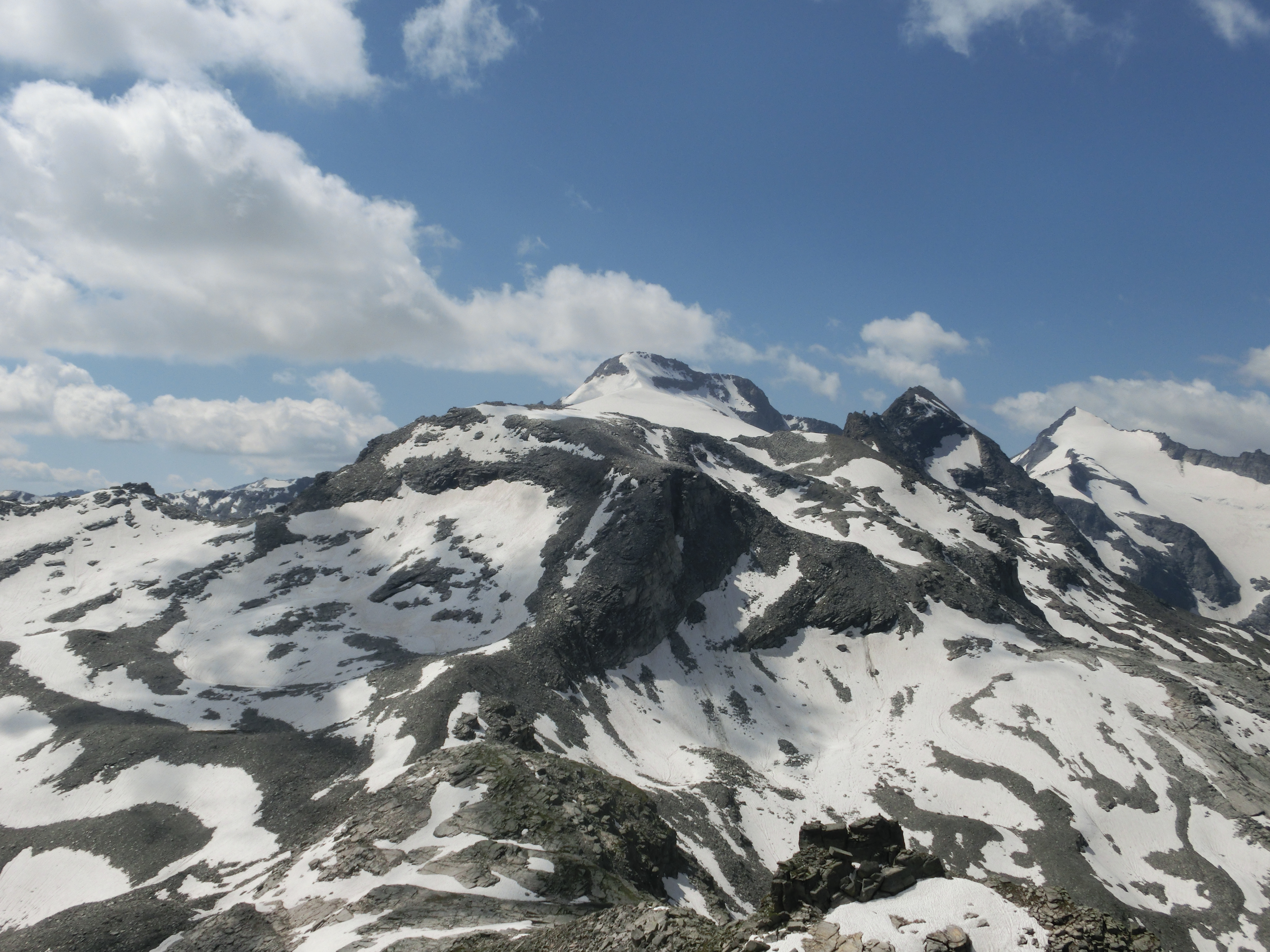
Furggeltihorn (vorne) und Güferhorn (hinten) aufgenommen vom Zervreilahorn.